# 日本古代法典
『日本古代法典』（にほんこだいほうてん）は、1892年（明治25年） 、萩野由之、小中村義象、増田宇信により著され、小中村清矩により校閲された古代から近世までの法典等を収録した法令集である。全1巻。

## 概要
例言によると、当時、古代法典の流布するものが少なく、わずかに存在するものも誤謬が多いので、善本により校訂され、刊行された。ただし、令格式はすでに世に多く存在するので、収録されていない。収録されている法典は以下である。
- 巻1 律琉残篇および逸律
- 巻2 法曹至要抄
- 巻3 貞永式目および新編追加
- 巻4 建武式目および建武以来追加
- 巻5 公家法度、武家法度、諸士法度、高札および御定書百ヶ条